# 박성환 (배드민턴 선수)
박성환(1984년 9월 4일 ~ )은 대한민국의 남자 배드민턴 선수이다.
2006년 아시안 게임과 2010년 아시안 게임 배드민턴 남자 단체전에서 각각 은메달을 따고, 2010년 아시안 게임 배드민턴 남자 단식에서 동메달을 땄다.